# Chaim Rabinowitz
Pour les articles homonymes, voir Rabinowitz.
Chaim Shalom Tuvia Rabinowitz dit Chaim Rabinowitz, connu comme Reb Chaim Telzer, né en 1856 à Luokė, en Lituanie et mort le 21 octobre 1931, est un rabbin orthodoxe lituanien et Rosh yeshiva de la yeshiva de Telshe. Il établit une méthode analytique du Talmud, connue comme le Telzer Derech (La Voie de Telshe).

## Biographie
Chaim Shalom Tuvia Rabinowitz,,,, est né en 1856 à Luokė (Telšiai), en Lituanie .
Il étudie avec le rabbin de Kovno (Kaunas) Yitzchak Elchanan Spektor, le Or Samei'ach, le rabbin Meir Simcha de Dvinsk. Il enseigne aux Yeshivot de Slabodka. Il officie comme rabbin à Maishad. Il va ensuite à la Yechiva de Telshe, où il enseigne pendant vingt-six ans.